# Xanthippus
Xanthippus es un género de saltamontes de la subfamilia Oedipodinae, familia Acrididae. Se distribuye en el oeste y centro de Norteamérica.

## Especies
Las siguientes especies pertenecen al género Xanthippus:
- Xanthippus aquilonius Otte, 1984
- Xanthippus brooksi Vickery, 1967
- Xanthippus corallipes (Haldeman, 1852)
- Xanthippus montanus (Thomas, 1872)
- Xanthippus olancha (Caudell, 1921)